# 天漢 (漢)
天漢（てんかん）は、中国、前漢代の元号（紀元前100年 - 紀元前97年）。
武帝の第8元。

## 出来事
- 2年5月：李広利の第一次匈奴遠征。この時、匈奴に降った李陵を弁護したことにより司馬遷が宮刑に処される。
- 4年：李広利の第二次匈奴遠征。

## 西暦との対照表
| 天漢 | 元年    | 2年    | 3年    | 4年    |
| 西暦 | 前100年 | 前99年 | 前98年 | 前97年 |
| 干支 | 辛巳    | 壬午   | 癸未   | 甲申   |